# 荒川正晴
荒川 正晴（あらかわ まさはる、1955年1月9日 - ）は、日本の東洋史学者、大阪大学文学研究科名誉教授。敦煌・トゥルファン出土文書を中心に唐代内陸アジア地域の社会・文化を研究。学位は博士 (文学)。東京都渋谷区出身。

## 略歴
1979年早稲田大学第一文学部東洋史学専攻卒業。1986年同大学院文学研究科東洋史学専攻単位取得満期退学。
1996年大阪大学文学部助教授、2001年文学研究科教授。2008年大阪大学により博士 (文学)を授与さる。論文の題は「中央アジアの交通・交易と唐帝国」。2020年定年退任、名誉教授の称号を受ける。 

## 著作

### 単著
- 『オアシス国家とキャラヴァン交易』山川出版社世界史リブレット　2003
- 『ユーラシアの交通・交易と唐帝国』名古屋大学出版会　2010 [4]

### 共著
- 『シルクロードと近代日本の邂逅 西域古代資料と日本近代仏教』柴田幹夫共編 勉誠出版 2016

### 論文
- 1983「麹氏高昌国の官制について」『史観』109,pp.29-43.
- 1986「麹氏高昌国における郡県制の性格をめぐって」『史学雑誌』95(3),pp.37-74.
- 1988「唐の中央アジア支配と墨離の吐谷渾(上)」『史滴』9,pp.25-48.
- 1989「唐の中央アジア支配と墨離の吐谷渾(下)」『史滴』10,pp.19-42.
- 1989「唐河西以西の伝馬坊と長行坊」『東洋学報』70(3-4),pp.35-69.
- 1990「スタイン将来「蒲昌群文書」の検討-Ast.(G0003)・3.07,08,037号文書の分析を中心にして-」『西北史地』37.
- 1992「唐の対西域布帛輸送と客商の活動について」『東洋学報』73(3-4),pp.31-63.
- 1993「中央アジア地域における唐の交通運用について」『東洋史研究』52(2),pp.23-51.
- 1994「トゥルファン出土漢文文書に見えるulaγについて」『内陸アジア言語の研究』9,pp.1-25.
- 1994「唐代コータン地域のulaγについて-マザル=ターク出土、ulaγ関係文書の分析を中心にして-」『龍谷史壇』103-104,pp.17-38.
- 1997「クチャ出土「孔目司文書」攻」『古代文化』49(3),pp.1-18.
- 1997「唐の州県百姓と過所の発給-唐代過所・公験文書箚記(1)-」『史観』137,pp.4-18.
- 1997「唐帝国とソグド人の交易活動」『東洋史研究』56(3),pp.171-204.
- 1998「北朝隋・唐代における「薩寶」の性格をめぐって」『東洋史苑』50-51,pp.164-186.
- 2000「唐朝の交通システム」『大阪大学大学院文学研究科紀要』40,pp.199-335.
- 2000「ヤールホト古墓群新出の墓表、墓誌をめぐって」『シルクロード学研究紀要』10,pp.160-170.
- 2004「唐代前半の胡漢商人と帛練の流通」『唐代史研究』7,pp.17-59.
- 2008「北朝隋唐初の在俗仏教信徒と五道大神」『中国学の十字路』,pp.509-523.
- 2008「麹氏高昌国の王権とソグド人」『古代東アジアの社会と文化』,pp.337-362.
- 2008「遊牧国家とオアシス国家の共生関係－西突厥と麹氏高昌国のケースから－」『東洋史研究』67(2),pp.194-228.
- 2009「麹氏高昌国の灌漑水利と税役」『西北出土文献研究』7,pp.19-41.
- 2011「唐の西北軍事支配と敦煌社会」『唐代史研究』14,pp.71-98.